# Tafonomija
Tafonomija je znanstvena disciplina koja se bavi istraživanjem geoloških i bioloških procesa koji se odvijaju između smrti nekog organizma i njegovog konačnog stanja u stijeni. Termin tafonomija (gr. taphos zakopavanje + nomos zakon) u paleontologiju uveo je ruski znanstvenik Ivan Efremov, da bi opisao nauku koja se bavi prelazom ostataka, dijelova i produkata organizama iz biosfere u litosferu.
Kada životinja ili biljka ugine, male su šanse da će od njih nastati fosil. Najčešće se pojavljuju tri stadija nastajanja fosila iz mrtvog tijela:
1. raspadanje mekih tkiva
2. transport i lomljenje čvrstih dijelova
3. zakopavanje i modifikacija čvrstih dijelova.

Fosili su najčešće ostatci skeleta uginulog organizma jer se meki dijelovi vrlo brzo raspadnu. U iznimnim slučajevima (brzo zakopavanje) mogu biti sačuvani i meki dijelovi, a takva nalazišta nazivamo Lagerstatten. To su vrlo vrijedna nalazišta iz razloga što organizmi s mekim tijelom mogu činiti i do 60% individua u moru. Meki dijelovi se također mogu sačuvati smrzavanjem i desikacijom (isušivanjem).

## Raspadanje
Raspadanje obično nastupa odmah nakon uginuća organizma i traje sve dok organizam u potpunosti ne nestane ili dok ne dođe do mineralizacije (međutim, mineralizacija ne mora nužno prekinuti proces raspadanja). Što prije dođe do mineralizacije, fosilni zapis će biti potpuniji. 
Do raspadanja dolazi jer je uginuli organizam bogati izvor hrane za druge oragnizme. Mogu mu naštetiti strvinari, životinje koje se hrane mrtvim biljnim ili životinjskim tkivom te mikrobi, koji transformiraju tijelo mrtvog organizma procesom truljenja. 
Truljenje ovisi o tri faktora:
1. opskrba kisikom: mikrobi razaraju organski ugljik uginulog organizma pretvarajući ga u ugljikov dioksid i vodu;
2. temperatura i pH vrijednost: visoka temperatura potiče truljenje isto kao i neutralni pH;
3. karakteristike organskog ugljika: organski ugljik varira od visoko labilnog (meki dijelovi životinjskog tkiva) do vrlo otpornog na truljenje (biljno tkivo, poput celuloze).

## Lomljenje i transport
Procese lomljenja dijelimo na:
- fizičke:

1. disartikulacija: proces razdvajanja na sastavne dijelove (nastupa nakon uklanjanja vezivnog tkiva skeleta);
2. fragmentacija: proces usitnjavanja (nastupa zbog djelovanja strvinara ili zbog transporta);
3. abrazija: proces uklanjanja površinskih detalja što uzrokuje zaobljenost fragmenata, a ovisi o gustoći uzorka, energiji struja, veličini okolnih čestica te o duljini trajanja samog procesa

- kemijske:

1. bioerozija: proces uništavanja skeleta životinja aktivnošću drugih organizama
2. korozija i otapanje (ovim procesima su vrlo podložni karbonati, za razliku od stabilnih fosfata i silikata.

## Zakopavanje i modifikacija
Fizikalne i kemijske procese koji nastupaju nakon zakopavanja nazivamo dijageneza, a mogu nastupiti odmah nakon zatrpavanja, kao i milijunima godina kasnije. Najčešća fizička promjena je spoljoštavanje do kojeg dolazi zbog težine sedimenta iznad zakopanog uzorka. Uzorak je spljošten u ravnini taloženja. Najprije kolabriraju najtanji dijelovi te oni s najvećim šupljinama. Od kemijskih promjena najčešće su konverzija manje stabilnog aragonita u kalcit te stvaranje karbonatnih konkrecija oko ostataka organizma. 